# Cozy Little Christmas
"Cozy Little Christmas" (tạm dịch: "Ngày Giáng Sinh nhỏ ấm cúng") là một bài hát Giáng Sinh của ca sĩ người Mỹ Katy Perry. Nó được phát hành độc quyền trên Amazon Music vào ngày 15 tháng 11 năm 2018 và sau đó được phân phối cho tất cả các nền tảng vào ngày 1 tháng 11 năm 2019. Bài hát được viết bởi Perry, Greg Wells và Ferras Alqaisi, và được sản xuất bởi Wells. "Cosy Little Christmas" được viết về thời gian Perry dành cho gia đình ở Copenhagen vào dịp Giáng sinh. Lời bài hát nói về việc không cần quà tặng vào mùa Giáng Sinh bởi vì tình yêu mới là thứ quan trọng nhất. Nó đã giành được vị trí quán quân trên bảng xếp hạng Billboard Adult Contemporary, số 10 ở Croatia, số 22 ở Vương quốc Anh và Flanders (Bỉ) và số 53 trên Billboard Hot 100. Một video âm nhạc cho bài hát đã được phát hành vào ngày 2 tháng 12 năm 2019.

## Xếp hạng

### Xếp hạng hàng tuần
| Bảng xếp hạng (2018–2019)             | Vị trí cao nhất |
| ------------------------------------- | --------------- |
| Bỉ (Ultratop 50 Flanders)             | 22              |
| Croatia (HRT)                         | 10              |
| Đức (GfK)                             | 88              |
| Anh Quốc (OCC)                        | 22              |
| Hoa Kỳ Billboard Hot 100              | 53              |
| Hoa Kỳ Adult Contemporary (Billboard) | 1               |
| Hoa Kỳ Adult Pop Airplay (Billboard)  | 37              |
| US Holiday 100 (Billboard)            | 35              |
| US Rolling Stone Top 100              | 26              |

### Xếp hạng cuối năm
| Bảng xếp hạng (2019)              | Vị trí |
| --------------------------------- | ------ |
| US Adult Contemporary (Billboard) | 43     |

## Lịch sử phát hành
| Quốc gia       | Ngày                      | Định dạng                                      | Hãng đĩa  | Ref.   |
| -------------- | ------------------------- | ---------------------------------------------- | --------- | ------ |
| Nhiều quốc gia | Ngày 15 tháng 11 năm 2018 | Digital download streaming ( Amazon exclusive) | Capitol   | [ 11 ] |
| Ý              | Ngày 30 tháng 11 năm 2018 | Đài phát thanh đương đại                       | Universal | [ 12 ] |
| Úc             | Ngày 7 tháng 12 năm 2018  | Đài phát thanh đương đại                       | Capitol   |        |
| Nhiều quốc gia | Ngày 1 tháng 11 năm 2019  | Digital download streaming                     | Capitol   |        |